# Cyanopterus pictipennis
Cyanopterus pictipennis är en stekelart som först beskrevs av Szepligeti 1915.  Cyanopterus pictipennis ingår i släktet Cyanopterus och familjen bracksteklar. Inga underarter finns listade i Catalogue of Life.